# Klobasa
Klobasa je živilo, ki se tradicionalno pripravlja iz zdrobljenega mišičastega mesa, slanine, soli in začimb, pri čemer nekatere sorte uporabljajo tudi žita, zelenjavo, kri in drobovino. Pripravljeno maso, meso klobas, napolnijo v črevesje, mehurje ali želodce, razdelijo na posamezne klobase tako, da jih zavežejo s klobasno prejo ali s kovinskimi sponkami iz nerjavečega jekla in, odvisno od vrste, kuhajo s kuhanjem ali pečenjem ali konzervirajo s sušenjem z dodatnim dimljenjem ali brez njega. Pri izdelavi klobas se uporabljajo tudi umetni ovoj, kozarci in pločevinke.
Za izdelavo klobas meso (predvsem svinjina, govedina in teletina, pa tudi jagnjetina, perutnina (perutninska klobasa), konj in divjačina) in slanino zmeljejo z mlinom za meso in dodajo začimbe. Za fine klobase maso z rezalnikom obdelajo tudi v homogeno testo z dodatkom ledenega snega.
Uživajo se sveže (mesene ali pečenice, krvavice, jetrnice, kožarice, pljučnice, kašnate iz ajdove kaše ali bele klobase), poltrajne (kranjske klobase) in trajne, ki so prekajene na dimu ali posušene.
Na slovenskem so jih izdelovali na fevdalnih posestvih vsaj v visokem srednjem veku, v mestih obrtno najkasneje v poznem srednjem veku. Kmečke klobase so prvič pisno omenjene v 16. stoletju. Primorci izdelujejo krvavicam podobne klobase múlce, te so nesladke, zelenjavne ali sladke. Poleg krvi in naribanega kruha vsebujejo sladkor, cimet, rozine in pinjole. Poleg teh poznajo krodigíne ali kožarice. Iz najboljših delov mesa so mesene klobase imenovane mesénke ali kranjske klobase. Manj prekajene se jedo kuhane ali pečene, bolj prekajene pa surove, te pogosto hranijo v zaseki. V Istri jim poleg popra, soli in česna dodajo rožmarin, lovor, majaron, orešek, klinčke in kumino. 
Po drugi svetovni vojni zlasti po uvedbi zmrzovalnikov, na podeželju od 1970-ih, veliko mesa zmrznejo, vendar je izdelovanje klobas še vedno zelo razširjeno.

## Način izdelave
Glede na proizvodni proces so vrste klobas razdeljene v tri skupine:
- Surova klobasa: 
 1) dimljena klobasa v umetnem ovoju, 
 2) zračno sušena salama v naravnem ovoju
- Obarjena klobasa: 
 1) Prekajena mesna klobasa (Lyoner) v umetnem ovoju, 
 2) vroče prekajena in sušena dolgoživa klobasa iz Avstrije v umetnem ovoju, 
 3) Bela klobasa v naravnem ovitku
- Kuhana klobasa: 
 1) dimljena krvavica v naravnem ovoju, 
 2) dimljena hessenska jetrna klobasa v naravnem ovoju

### Surova klobasa
Surova klobasa je sestavljena iz surovega mesa, slanine in začimb ter se uživa sveža ali konzervirana s sušenjem ali dimljenjem. Pred prekajevanjem poteka proces zorenja, v katerem klobasa pordeči in razvije svojo konsistenco in aromo. V procesu zorenja imajo vlogo tudi mlečnokislinske bakterije, včasih tudi žlahtna plesen. Surove klobase delimo na mazljive in na rezine surove klobase. Tipične mazljive surove klobase so čajna klobasa in čajna salama, ki nista starani ali pa sta starani le kratko. Tipične surove klobase, ki jih je mogoče rezati, so dolgo zorjene, trde dolgotrajne klobase.
Saláma je podolgovat, valjast izdelek z nadevom iz sesekljanega mesa, slanine, začimb. Salama je surova klobasa, ki so jo izumili v Italiji. Sestavljena je iz svinjine in drugih vrst mesa.

### Obarjena klobasa
Oparjena klobasa je običajno narejena iz zelo finega mesa klobas, pogosto z dodatkom soli. Mesu klobas dodamo vodo ali led in klobase po morebitnem vročem dimljenju poparijo ali spečejo pri zmerni temperaturi. Mesu klobas lahko dodajo tudi vložke, kot so slanina ali kocke šunke. Znane kuhane klobase so Frankfurter in Wiener, Mortadella, in druge. V širšem smislu med obarjene klobase sodi tudi mesna štruca. Obarjene klobase delimo na manjše obarjene klobase (kalibra ali premera manj kot 32 mm), drobno sesekljane poparjene klobase (mesna klobasa, Lyoner), grobo ocvrto klobaso (pivska klobasa, lovska klobasa) in oparjene klobase z vložki, kot je pivska šunka.

### Kuhana klobasa
Kuhana klobasa je v glavnem narejena iz sestavin, ki so že kuhane. Šele ko prevladujejo jetra, slanina ali kri, lahko prevlada delež surovin. Kuhane klobase se vežejo preko koaguliranih jetrnih beljakovin in maščobe, ki se strdi med hlajenjem (velja za jetrne klobase), z želejem ali kolagenom, ki se strdi pri hlajenju (velja za želene klobase) ali s koaguliranimi krvnimi beljakovinami in kolagenom, ki nastane iz skorje in se med hlajenjem strdi (velja za krvne klobase - krvavice). Kuhane klobase po polnjenju ponovno skuhamo, včasih pa tudi dimimo. Kuhane klobase vključujejo vse krvavice, jetrne klobase in žele klobase, kot so telečja jetrna klobasa, rdeča klobasa, stisnjena glava, goveje meso, lupina želodca, želodec pincete.

## Sestavine
Posamezne specialitete so obogatene tudi z drugimi sestavinami, kot so nekatere vrste salam z oreščki (tudi francoska Saucisson aux noisettes), Palatinatska klobasa s krompirjem in v zadnjem času Käseknacker s sirom ter različni narezki z zelenjavo ali z gobami, večinoma gobe. V sredozemskih državah namesto čebule uporabljajo česen. Druge sestavine so lahko regionalne specialitete, kot so pistacije in žganje v Italiji, sladki kostanj v Franciji ali kirš v Schwarzwaldu. Francoski andouille in andouillette sta narejena izključno iz drobovine.

## Klobase in hrenovke
Klobase in hrenovke so na voljo v različnih dolžinah, težah na enoto in premeru. Ena največjih klobas je italijanska mortadela, ki tehta do 100 kg in ima premer do 300 mm. Najmanjše klobase so na primer koktail klobase, tehtajo le okoli 30 gramov ali nürnberške bratwurst, ki je dolga le 7 do 9 centimetrov.

## Zgodovina
Klobasa je bila in je še vedno produkt želje po čim obsežnejši uporabi (zaklane) živali. Mesu lahko podaljšamo trajnost, če ga predelamo v klobaso. Prve klobase, čeprav ne v današnjem smislu, so bile verjetno narejene v preteklosti, glej Haggis. Prvo kitajsko omembo klobase najdemo okoli leta 589 pr. n. št. Za to so uporabili jagnječje in kozje meso.
Homer v svoji Odiseji omenja vrsto krvavice. Ta s krvjo napolnjena živalska črevesja so grški bojevniki vzeli v boj, da bi prejeli božjo pomoč. Ta zgodba morda pripada legendam. Že stari Grki in Rimljani so znali izdelovati klobase, kot je Lucanicae, ki je tudi primer latinskega izraza za hrano, ki je prišel celo v grški jezik. Od antike se je proizvodnja klobas končno razširila po Evropi. Posledica skladiščenja klobas je tudi posebno pohištvo zanje.